# Élections législatives cambodgiennes de 1947
Les élections législatives cambodgiennes de 1947 ont permis, le 21 décembre, le renouvellement de l'Assemblée nationale.

## Campagne et prémices
En août 1947, outre les partis démocrate, libéral et démocrate progressiste déjà présents aux élections précédentes, deux nouvelles formations émergent, à savoir l’Union nationale, conduit par Khim Tit, et le Parti de la Rénovation khmère, dirigé par Nhiek Tioulong, le prince Sisowath Sirik Matak et Lon Nol, tous fonctionnaires de province qui, tout comme Norodom Sihanouk, fréquentèrent les bancs du lycée Chasseloup-Laubat de Saigon. Cette dernière organisation enregistre l’arrivée de plusieurs anciens démocrates qui trouvait leur précédente formation « un peu trop progressiste ». Les deux partis proposaient l’idée d’un consensus national, idée reprise plus tard par Sihanouk, et s’opposait ainsi au Parti démocrate qui militait pour une culture basée sur un parti majoritaire. Le Parti de la rénovation khmer supportait en outre la monarchie et pouvait en retour compter sur le soutien de Sisowath Monireth, toujours déçu d’avoir dû abandonner le pouvoir aux démocrates en 1946.
Le Parti démocrate de son côté réaffirme ses ambitions indépendantistes lors d’un meeting à Phnom Penh et demande aux autorités coloniales de faire relâcher tous les prisonniers politiques « n’ayant pas porté les armes » et le retour au pays d’un bataillon cambodgien se battant – sous commandement français - en Cochinchine, afin d’« éviter des frictions avec le Viêt Nam qui restera quoi qu’il arrive un pays voisin ».
La campagne débute en octobre, quand Léon Pignon, Commissaire de la République au Cambodge, réunit les dirigeants de tous les partis et leur déclare que la France restera « absolument neutre » pendant ces élections. Il demande aux politiciens de conduire leur campagne avec « la plus grande prudence » pour que les élections se déroulent dans le calme. Il rappelle que les candidats n’ont pas à remettre en cause « l’autorité royale – sous-entendu également coloniale – et les impôts » qui étaient les fondements de l’État cambodgien. Il mettait en garde contre les pays voisins « infiniment plus forts et dynamiques » et contre la voracité desquels la France avait dû protéger les Khmers. Dans une correspondance officielle, Pignon aurait exprimé sa crainte que les débats politiques débouchent sur une surenchère nationaliste dont la France aurait à payer le prix.

## Résultats
Lors des élections, les démocrates raflaient 73 % des voix et s’assuraient une confortable majorité au parlement. Ils gagnes 44 des 75 sièges.
|       |                               |        |               |
| Parti | Parti                         | Sièges | +/-           |
|       | Parti démocrate               | 44     | 6             |
|       | Parti libéral                 | 21     | 7             |
|       | Sans étiquette                | 10     | 7             |
|       | Démocrates progressistes      | 0      | en stagnation |
|       | Parti de la Rénovation khmère | 0      | Nv.           |
|       | Union nationale               | 0      | Nv.           |
|       |                               |        |               |
| Total | Total                         | 75     | 8             |

Les libéraux obtinrent des scores honorables dans les provinces de Kampong Spoe, Svay Rieng et Prey Veng mais ne gagnèrent que deux des douze sièges à Kandal et un sur douze à Kampong Cham. À Phnom Penh, Ieu Koeus et Thonn Ouk, les deux candidats démocrates remportaient près de 85 % des voix ; dans le premier district, où l’électorat était essentiellement constitué de fonctionnaires, Thonn Ouk décrochait 1 000 votes contre 185 à ses adversaires. À Kampong Cham, dans le district de Soung, Lon Nol essuie un échec, n’enregistrant que 444 voix contre 5 064 pour son adversaire démocrate.